# Sarnów (Kozienice)
Pour les articles homonymes, voir Sarnów.
Sarnów (prononciation : [ˈsarnuf]) est un village polonais de la gmina de Gniewoszów dans le powiat de Kozienice de la voïvodie de Mazovie dans le centre-est de la Pologne.
Il se situe à environ 2 km au sud-est de Gniewoszów (siège de la gmina), 23 km au sud-est de Kozienice (siège du powiat) et à 102 km au sud-est de Varsovie (capitale de la Pologne).
Le village possède approximativement une population de 506 habitants en 2006.

## Histoire
De 1975 à 1998, le village appartenait administrativement à la voïvodie de Radom.